# Algorytm wektora odległości
Algorytm trasowania wektora odległości (ang. distance-vector routing algorithm) – klasa algorytmów trasowania, w której router zna jedynie odległość wszystkich swoich sąsiadów do każdego węzła docelowego w sieci, przy czym pojęcie odległość może być zdefiniowane na różne sposoby, niekoniecznie jako fizyczna odległość do pokonania – często jest to po prostu liczba węzłów pośrednich (patrz protokół RIP). 
Bazując na informacjach o swoich sąsiadach router, może wyznaczyć drogę, która jest najkrótsza do określonego celu i przez którego z sąsiadów ona przebiega. Router nie ma jednak pełnej informacji o kolejnych routerach na trasie, a w związku z tym, może się okazać, że droga wybrana jako najkrótsza nie będzie najlepsza.
Algorytmy trasowania wektora odległości są podatne na pętle trasowania, ale też są łatwiejsze do realizacji niż algorytmy trasowania stanu łącza.